# Bharuch
Bharuch è una suddivisione dell'India, classificata come municipality, di 148.391 abitanti, capoluogo del distretto di Bharuch, nello stato federato del Gujarat. In base al numero di abitanti la città rientra nella classe I (da 100.000 persone in su).

## Geografia fisica
La città è situata a 21° 41' 60 N e 72° 58' 0 E e ha un'altitudine di 14 m s.l.m..

## Storia
Bharuch e i suoi dintorni sono stati abitati fin dall'antichità. Era un centro di costruzioni navali ed un porto marittimo nelle rotte commerciali costiere verso occidente, prima dell'uso della bussola, forse già ai tempi dei faraoni. La rotta sfruttava i venti monsonici, regolari e prevedibili. Molte merci provenienti dall'Estremo Oriente, come spezie e seta, vi venivano trasportate durante i venti monsonici annuali, rendendo la città un capolinea per diverse importanti rotte commerciali terra-mare, tra le quali l'antica via della seta. 
Bharuch era nota a Greci, Persiani, Romani e ad altri centri di civiltà occidentali fino alla fine del Medioevo europeo.Nel III secolo, il porto di Bharuch era noto come Barygaza. È menzionata nel Periplo del mare eritreo come città governata dal sovrano indo-scita Nahapana.
Durante l'VIII secolo, la città di Bharuch fu governata dal re Mayur, dando origine alla dinastia Chaudhary. Il re governò la città per 50 anni ed era popolarmente conosciuto come l'"Asso di Bharuch".
I commercianti arabi entrarono in Gujarat attraverso Bharuch per fare affari. Gli inglesi e gli olandesi notarono in seguito l'importanza di Bharuch e vi stabilirono i loro centri commerciali.
Alla fine del XVII secolo fu saccheggiata due volte, ma si riprese rapidamente. In seguito fu composto un proverbio: "Bhangyu Bhangyu Toye Bharuch", che si traduce in "Bish-boshed, sempre Bharuch". Come deposito commerciale, le limitazioni della navigazione costiera ne fecero un punto di arrivo regolare attraverso diverse rotte commerciali miste del favoloso commercio di spezie e seta tra Oriente e Occidente. Durante il Raj britannico era ufficialmente conosciuta come Broach.
Bharuch è stata governata dal sultanato di Delhi per 94 anni, dal sultanato indipendente del Gujarat per 181 anni, dal sultanato Mughal per 164 anni, dai nawab indipendenti per 36 anni e dal dominio Maratha per 19 anni.

## Economia
Essendo Bharuch vicina a una delle più grandi aree industriali viene talvolta definita la "capitale chimica dell'India". La città dispone di impianti chimici, fabbriche tessili, cotone a fiocco lungo, prodotti caseari e molto altro ancora. Il più grande terminal per il trasporto di merci liquide del Gujarat si trova a 50 km a ovest di Bharuch, a Dahej. La città ospita anche molte aziende multinazionali, come Videocon, BASF e Reliance. A causa del colore caratteristico del suo suolo (ideale anche per la coltivazione del cotone), Bharuch viene talvolta chiamata "Kanam Pradesh" (terra dal suolo nero). Bharuch è anche soprannominata "Peanut City" (città delle arachidi) per le sue arachidi salate, note localmente come "Khari Sing".

## Società

### Evoluzione demografica
Secondo il censimento del 2001 la popolazione di Bharuch assommava a 148.391 persone, delle quali 76.568 maschi e 71.823 femmine. I bambini di età inferiore o uguale ai sei anni assommavano a 15.006, dei quali 8.389 maschi e 6.617 femmine. Infine, coloro che erano in grado di saper almeno leggere e scrivere erano 115.283, dei quali 62.599 maschi e 52.684 femmine.
Bharuch è da sempre la patria della comunità bramina Bhargav. La comunità si rifà al Maharshi Bhrigu Rishi e al Bhagwan Parshuram, considerato dagli indù un'incarnazione di Vishnu. La comunità Bhargav amministra ancora un gran numero di enti pubblici in città. Tuttavia, gli attuali bramini Bhargav sono emigrati a Mumbai, Surat, Vadodara, Ahmedabad e in altri Paesi come Stati Uniti, Regno Unito e Australia.